# Cristo de la Buena Muerte
El Cristo de la Buena Muerte o Cristo de Mena son las advocaciones de Cristo que surgen de una talla de Cristo crucificado original de Pedro de Mena datada aproximadamente en 1660, y que se conservó en la iglesia de Santo Domingo (Málaga) hasta su destrucción, en mayo de 1931, durante la ola de anticlericalismo tras la proclamación de la II República.
La imagen del Santísimo Cristo de Mena, como la conocemos hoy en día, fue esculpida en 1941 por Francisco Palma Burgos, inspirándose en la imagen original de Pedro de Mena. Se encuentra en la iglesia de Santo Domingo de Guzmán de Málaga.
Pertenece a la Congregación de Mena y procesiona el Jueves Santo en la Semana Santa de Málaga. Vinculado con la Legión Española desde 1928, a partir de 1960 se impulsó que cada acuartelamiento de la Legión tuviera una imagen de esta advocación, por lo que existen otras tallas similares.

## Historia
Considerada una de las obras más singulares del escultor imaginero granadino por estar esculpida a tamaño mayor que el natural (característica poco común en las tallas de Mena), sufrió varios ataques y mutilaciones antes de ser definitivamente destruida en 1931 durante la quema de iglesias y conventos de Málaga del 11 y 12 de mayo de ese mismo año. 
De la talla original sólo se conserva parte de una pierna, rescatada durante la quema por el artista Francisco Palma Burgos y expuesta en el Palacio Episcopal, y un pie, que lo custodia la Congregación del Cristo de Mena. Estas secciones de la talla fueron agrupadas tras la quema por Narciso Díaz de Escovar, académico de Bellas Artes de San Luis que, en una carta al escritor malagueño Miguel Ruiz Borrego describía los hechos diciendo:
"(...) El Cristo de Mena que se creía salvado, pues lo escondieron entre paños unos hermanos en un almacén, se quemó luego. Han aparecido los carbones. Palma salvó una pierna y mi sobrino tiene un pie casi carbonizado, pero se ve el hueco del clavo y se conservan dos dedos. El San Juan de Dios de Santiago, la Dolorosa de los Mártires, la Virgen de San Pablo, el Señor del Puente, la Exaltación... todo quemado. Hoy me han dicho que en la Trinidad quemaron todas las imágenes y por tanto habría perecido la magnífica Virgen de la Paz de Ortiz y el notable San Onofre, escultura del siglo XV."

## Patronazgo
El Cristo de la Buena Muerte es considerado el especial protector y patrono de la Legión Española. Hasta el año 2024 fue la única advocación de Cristo en el Ejército español declarado oficialmente protector de un destacamento militar, pues desde ese año, la imagen del Cristo de La Laguna (Tenerife) ostenta el título de patrono y protector del Regimiento de Artillería de Campaña n.º 93, dado por el Arzobispo Castrense de España, monseñor don Juan Antonio Aznárez Cobo.